# کریستین اسنوک هورخرونیه

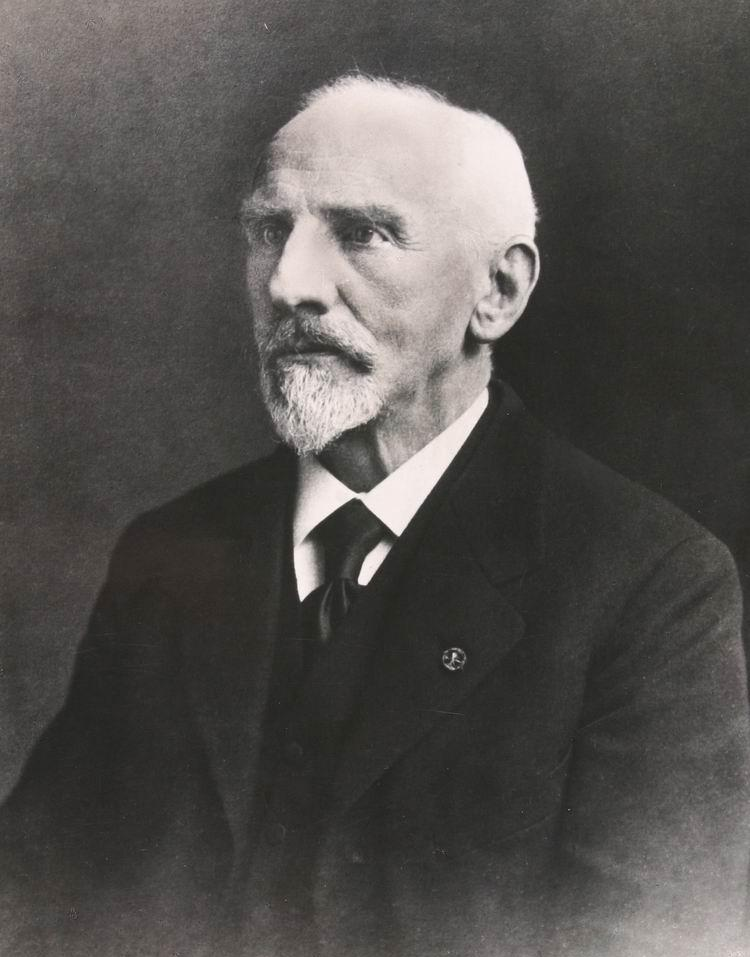
نگارهٔ کریستین اسنوک هورخرونیه - حوالی ۱۹۳۰

کریستین اسنوک هورخرونیه (۸ فوریه ۱۸۵۷ – ۲۶ ژوئن ۱۹۳۶) خاورشناس اهل هلند و مشاور شرکت هند شرقی هلند بود.

## زندگی
در اوسترهات به دنیا آمد و در سال ۱۸۷۴ دانشجوی الهیات در دانشگاه لیدن شد. در سال ۱۸۸۰ با پایان‌نامه خود با عنوان «جشن مکه» در لیدن دکترای خود را دریافت کرد. در سال ۱۸۸۱ در مدرسه لیدن برای کارمندان دولت استعماری استاد شد.
اسنوک که به زبان عربی مسلط بود، با میانجیگری با فرماندار عثمانی در جده، در سال ۱۸۸۴ توسط هیئتی از علمای مکه مورد امتحان قرار گرفت و پس از موفقیت، اجازه یافت به مکه سفر کند. در سال ۱۸۸۵. او یکی از اولین خاورشناسانی بود که این کار را انجام داد.
او با موفقیت این تصور را در مردم ایجاد کرد که به اسلام گرویده‌است. او در نامه ای که در ۱۸ فوریه ۱۸۸۶ به دوست دانشگاهی خود، کارل بزولد ارسال کرد و اکنون در کتابخانه دانشگاه هایدلبرگ بایگانی است، اعتراف کرد که تظاهر به مسلمانی کرده‌است. در سال ۱۸۸۸ او عضو آکادمی سلطنتی هنر و علوم هلند شد.
در سال ۱۸۸۹ استاد زبان مالایی در دانشگاه لیدن و مشاور رسمی دولت هلند در امور استعماری شد. او بیش از ۱۴۰۰ مقاله در مورد وضعیت اتجه و موقعیت اسلام در هند شرقی هلند و همچنین در مورد خدمات دولتی و ملی‌گرایی استعماری نوشت.
به عنوان مشاور نقش فعالی در بخش پایانی (۱۸۹۸–۱۹۰۵) جنگ آچه (۱۸۷۳–۱۹۱۴) داشت. او از دانش خود از فرهنگ اسلامی برای طراحی راهبردهایی استفاده کرد که به درهم شکستن مقاومت ساکنان آچه و تحمیل حکومت استعماری هلند بر آنها کمک کرد و به یک جنگ ۴۰ ساله با تلفاتی بین ۵۰۰۰۰ تا ۱۰۰۰۰۰ نفر کشته و حدود یک میلیون زخمی پایان داد.
موفقیت او در جنگ آچه باعث شد تا در شکل‌دهی سیاست‌های مدیریت استعماری در سایر مناطق هند شرقی هلند تأثیر بگذارد. در سال ۱۹۰۶ به هلند بازگشت. اسنوک به هلند بازگشت به یک حرفه دانشگاهی موفق ادامه داد.

## آثار
(۱۸۸۸). مکه. جلد ۱. هاگ: M. Nijhoff.
```
(۱۸۸۹). مکه. جلد ۲. هاگ: M. Nijhoff.
```

```
(۱۹۰۶). آخنی‌ها جلد دوم. لیدن: بریل.
```

(۱۹۱۳). جنگ مقدس «ساخت آلمان». نیویورک: پسران جی پی پاتنم.
(۱۹۱۶). اسلام: سخنرانی‌هایی در مورد منشأ، رشد مذهبی و سیاسی آن، و وضعیت کنونی آن